# 새우깡
새우깡은 1971년 12월 대한민국의 식품회사 농심에서 출시한 과자이다. 새우깡 1봉지(90 g)당 생새우 4~5마리가 들어갔으며 파칭공법을 통해 만들어진 과자다. 제품의 명칭은 개발 당시 새로운 과자의 이름을 놓고 고민하던 신춘호 회장이 당시 4살이던 자신의 막내딸 신윤경이 민요 아리랑을 "아리깡"이라고 잘못 말한 데서 힌트를 얻었다고 한다.

## 역사
농심은 1971년 12월 대한민국 최초의 스낵 새우깡을 선보였다. 농심의 주장에 따르면 연구 기간만 1년이 걸렸으며, 실험에 4.5t 트럭 80대 분량의 밀가루를 사용했다. "우리의 제품은 우리의 기술력으로 만든다"라는 각오로 개발해낸 새우깡은 출시와 동시에 날개 돋친 듯 팔려나갔으며, 이러한 성공은 라면 업계 후발주자로서 낮은 점유율과 이익률로 경영에 어려움을 겪던 농심이 성장하는 불씨가 되었다. 이어 농심은 1978년 바나나킥, 1979년 꿀꽈배기, 1980년 포테토칩 등의 제품들을 출시하며 연달아 성공시켰다. 
2021년 10월에는 새우깡 판매 50주년을 맞이하여 새우깡 블랙을 출시하였다.
2022년엔 575억 8200만원의 판매기록을 세우며 한 해 가장 많이 팔린 과자로 기록되었다.

## 광고
1988년엔 오란씨의 CM 송을 만든 가수 겸 작곡가 윤형주가 새우깡 CM 송을 작곡하여 직접 불렀으며 가사는 카피라이터 이만재가 작사하였다. 이 새우깡 CM 송은 현재까지도 계속 사용되고 있으며 대한민국에서 가장 유명한 CM 송으로 알려져 있다.
손이 가요 손이 가 새우깡에 손이 가요 
아이 손, 어른 손 자꾸만 손이 가 
언제든지 새우깡 어디서나 맛있게 
누구든지 즐겨요 농심 새우깡 

-새우깡 CM 송 가사 
2020년엔 가수 겸 배우 비(본명 정지훈)가 2017년에 발표한 노래 〈깡〉이 뒤늦게 화제가 되자 비를 새우깡 광고 모델로 발탁하였다.

## 논란
- 1964년 일본의 칼비에서 출시한 과자 갓파에비센과 모양 및 포장지까지 유사하여 '짝퉁' 과자 논란이 일었다.[6]
- 2008년 노래방 새우깡 제품에서 쥐머리가 발견되었다는 소비자의 제보가 있었지만 농심은 식약청의 조사가 시작될 때까지 한 달간 사실을 은폐하였으며, 실태 조사, 제품 리콜 조치도 취하지 않았다.[7] 식약청은 농심의 부산공장과 칭다오공장의 제조공정에 대하여 실태조사를 벌였으나 쥐머리의 혼입경위를 발견하지 못하였다.[8]
- 2010년 제품에서 쌀벌레가 발견되어 식약청이 현장조사를 벌인 결과 제조과정이 아니라 소매점 유통과정에서 유입되었다고 결론내렸다.[9]

## 종류

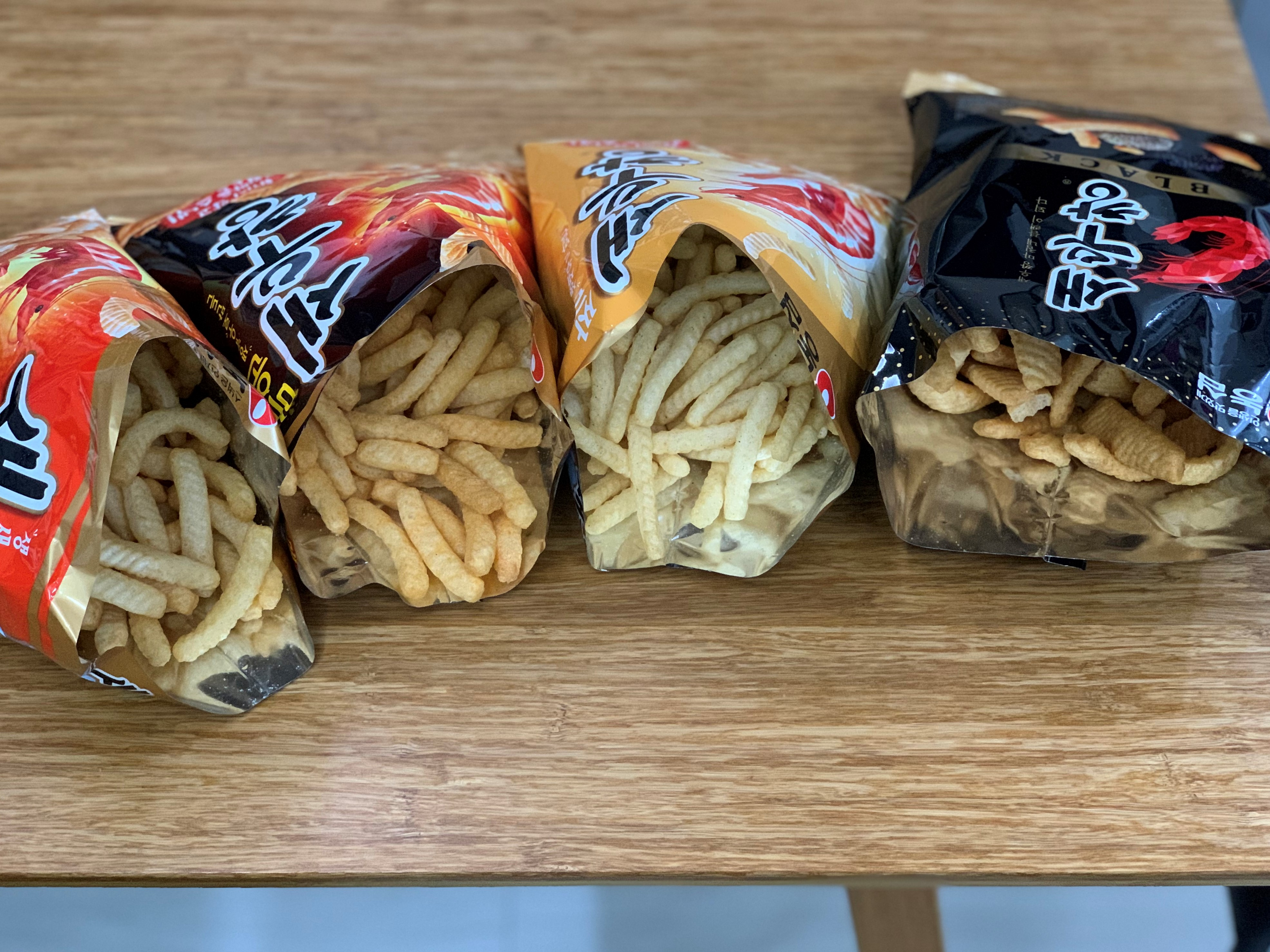
(왼쪽부터) 새우깡, 매운 새우깡, 쌀 새우깡, 새우깡 블랙

농심은 일반 새우깡 외에도 다양한 맛의 새우깡을 출시했다. 1995년 7월에는 오징어먹물 새우깡, 1996년 11월에는 코코아맛 새우깡을 출시했으며 이 제품들은 단종되었다.  2000년엔 매운 새우깡을 출시하였으며, 2004년엔 쌀 새우깡을 출시했다. 2018년 5월 31일에는 깐풍 새우깡을 출시하였다. 또한 2021년 10월 12일에는 새우깡 출시 50주년을 맞아 세계 3대 식재료로 평가받는 트러플(송로버섯)을 첨가한 새우깡 블랙을 출시하여 새우깡 프리미엄 라인을 구축하였다.
농심은 새우깡의 인기에 힘입어 감자깡(1972년 출시), 고구마깡(1973년 출시), 양파깡(1973년 출시), 옥수수깡(2020년 출시), 먹태깡(2023년 6월 26일 출시) 등 다양한 깡 시리즈 과자를 출시하였다.

## 같이 보기
- 농심
- 새우 칩
- 자갈치
- 갓파에비센